# 豆形拳蟹
豆形拳蟹（学名：Pyrhila pisum）是豆形拳蟹屬的模式種，原屬玉蟹科拳蟹属，2009年後根據最新的研究獨立出來。分布於朝鲜、日本、印度尼西亚、菲律宾、新加坡、美国普热海峡以及中国大陆的广东、向北至辽东半岛均有分部等地，生活环境为海水，一般生活在浅水及低潮线的泥沙滩上。